# Riddim Driven: Chiney Gal & Blazing
Riddim Driven: Chiney Gal & Blazing jest pierwszą składanką z serii Riddim Driven, która została wydana w styczniu 2001 na CD i LP. Album zawiera siedem piosenek nagranych na riddimie "Chiney Gal" produkcji Cecile Charlton i dziesięć na "Blazing" Normana “Bul Pus” Bryana.

## Lista
1. "Changes" - Cecile
2. "New Application" - Elephant Man
3. "Pretty Dunce" - Mr. Vegas
4. "Give It To Dem" - Sizzla
5. "Wok Dat" - Tanya Stephens
6. "We Ah Friend" - Madd Anju, Kiprich
7. "Counteract" - Beenie Man
8. "Blaze Up Di Fire" - Capleton
9. "Nah Hear" - Sizzla
10. "Can't Run" - Junior Kelly
11. "Hafi Bun" - Elephant Man
12. "Where I Wanna Be" - Major Christie
13. "Never Get Down" - Moses I, Capleton
14. "Better Be True" - Jah Mason
15. "Hey Lady" - Harry Toddler
16. "Scandal" - Military Man
17. "Roll On" - Delly Ranks